# إنترنت الجيل المقبل
إنترنت الجيل المُقبل بالإنجليزية (the Next Generation Internet) و اختصاراً (NGI) مبادرة انطلقت في تشرين الأول (أكتوبر) من عام 1997 تشترك فيها عدة هيئات ومؤسسات؛ سعياً لمضاعفة السرعة الحالية للشابكة (الانترنت ) 100- 1000 مرة، ولإيجاد تقنيات تشبيك أقوى كثيرا من تلك الموجودة حالياً على الإنترنت.

## الهدف من المشروع
يهدف مشروع شابكة (إنترنت ) الجيل المقبل إلى تطوير تقنيات تشبيك شاملة end-to-end ، متقدِّمة تُحفز على تطوير تطبيقات ستُستَخدم في الشركات والأعمال، والجامعات، والمدارس، كما سيستخدمها أيضا عموم الناس.

## الجهات المشاركة
الحكومة الأمريكية هي التي تقود وتموِّل مشروع إنترنت الجيل المُقبل
- و كالة ناسا الأمريكية
- وزارة الطاقة الأمريكية
- وزارة الدفاع الأمريكية